# Orbaiceta
Orbaiceta (Orbaizeta en euskera y oficialmente, Orbaxta en la variedad local) es un municipio español de la Comunidad Foral de Navarra situado en la merindad de Sangüesa, en la comarca de Auñamendi, en el valle de Aézcoa y a 59 km de la capital de la comunidad, Pamplona. Su población en 2024 fue de 187 habitantes (INE).
Su gentilicio es orbaizetarra, tanto en masculino como en femenino.

## Símbolos

### Escudo
El escudo de armas del lugar de Orbaiceta tiene el siguiente blasón:

Trae de plata y un encino de sínople a cuyo tronco está atravesando un jabalí de sable. Bordura de gules.

Este escudo es el blasón privativo del valle de Aézcoa y al propio tiempo de cada uno de sus pueblos.

## Geografía
La localidad de Orbaiceta está situada en la parte Nordeste de la Comunidad Foral de Navarra y Norte del valle de Aézcoa, a una altitud de 765 m s. n. m. Su término municipal tiene una superficie de 82,31 km² y limita al norte y Este con el monte Aézcoa, común del valle de este nombre, al sur con el municipio de Villanueva de Aézcoa y al oeste con el de Orbara y el monte Aézcoa.

## Demografía
Orbaiceta cuenta con una población de 187 habitantes (INE 2024).
| Gráfica de evolución demográfica de Orbaizeta entre 1842 y 2021 |
| |
| Población de derecho según los censos de población del INE Población de hecho según los censos de población del INEEn estos censos se denominaba Orbaiceta: 1842, 1857, 1860, 1877, 1887, 1897, 1900, 1910, 1920, 1930, 1940, 1950, 1960, 1970 y 1981 En estos censos se denominaba Orbaitzeta: 1991 y 2001 |

## Administración y política
| Partido político                             | 2015  | 2015       | 2011  | 2011       | 2007  | 2007       | 2003  | 2003       | 1999  | 1999       | 1995 | 1995       | 1991  | 1991       |
| Partido político                             | %     | Concejales | %     | Concejales | %     | Concejales | %     | Concejales | %     | Concejales | %    | Concejales | %     | Concejales |
| Agrupación Electoral Txantxalan              | 78,51 | 5          | 79,51 | 5          | —     | —          | —     | —          | —     | —          | —    | —          | —     | —          |
| Agrupación Electoral Independiente Orbaiceta | —     | —          | —     | —          | 38,46 | 4          | 55,56 | 5          | 86,67 | 3          | —    | —          | —     | —          |
| Agrupación Electoral Gazteak (MD)            | —     | —          | —     | —          | —     | —          | —     | —          | —     | —          | —    | —          | 78,26 | 7          |

## Monumentos y lugares de interés
- La iglesia de San Pedro es un edificio medieval reformado en el siglo XVI. El retablo del altar mayor es de estilo churrigueresco, de la primera mitad del siglo XVIII, aunque algunas imágenes han sido sustituidas por otras más modernas.

- Real Fábrica de Armas, que se encuentra unos kilómetros más al norte. El barrio conserva su disposición original de las viviendas alrededor de la plaza de la iglesia. Descendiendo hacia el río Legarza se encuentra las instalaciones propias de la fábrica. Se construyó en el lugar que existía una ferrerría, durante el reinado de Carlos III de España (VI de Navarra). Sufrió varios saqueos e incendios por su proximidad a la frontera francesa. Tras litigios entre los vecinos del valle de Aézcoa y los militares, cesó en su funcionamiento en 1884.

En su término municipal se halla la Torre Romana del monte Urkulu, del siglo I a. C. Además, como en otros pueblos de la Aézcoa, quedan algunos hórreos.

Orbaiceta
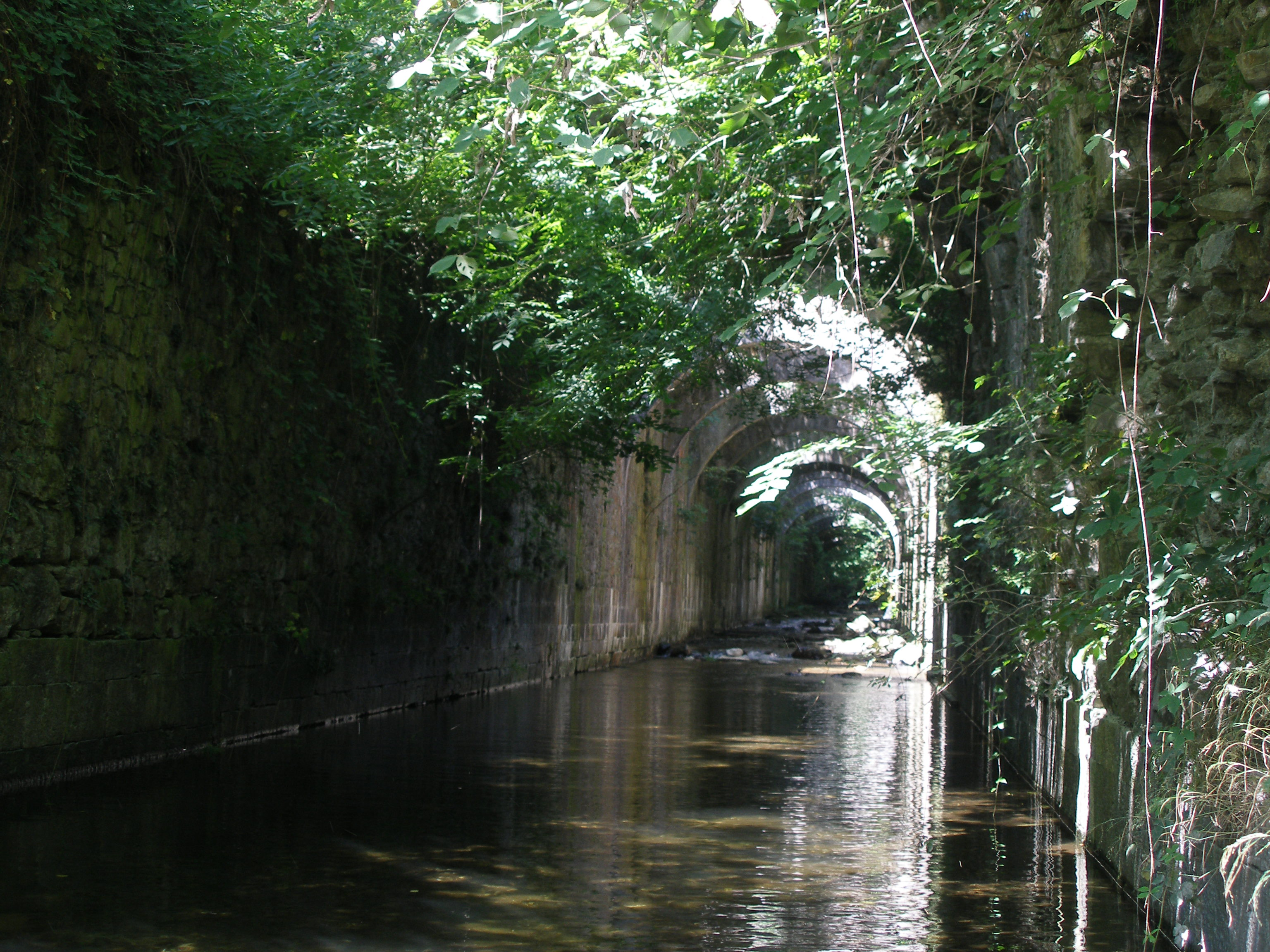
Real Fábrica de Armas de Orbaiceta.
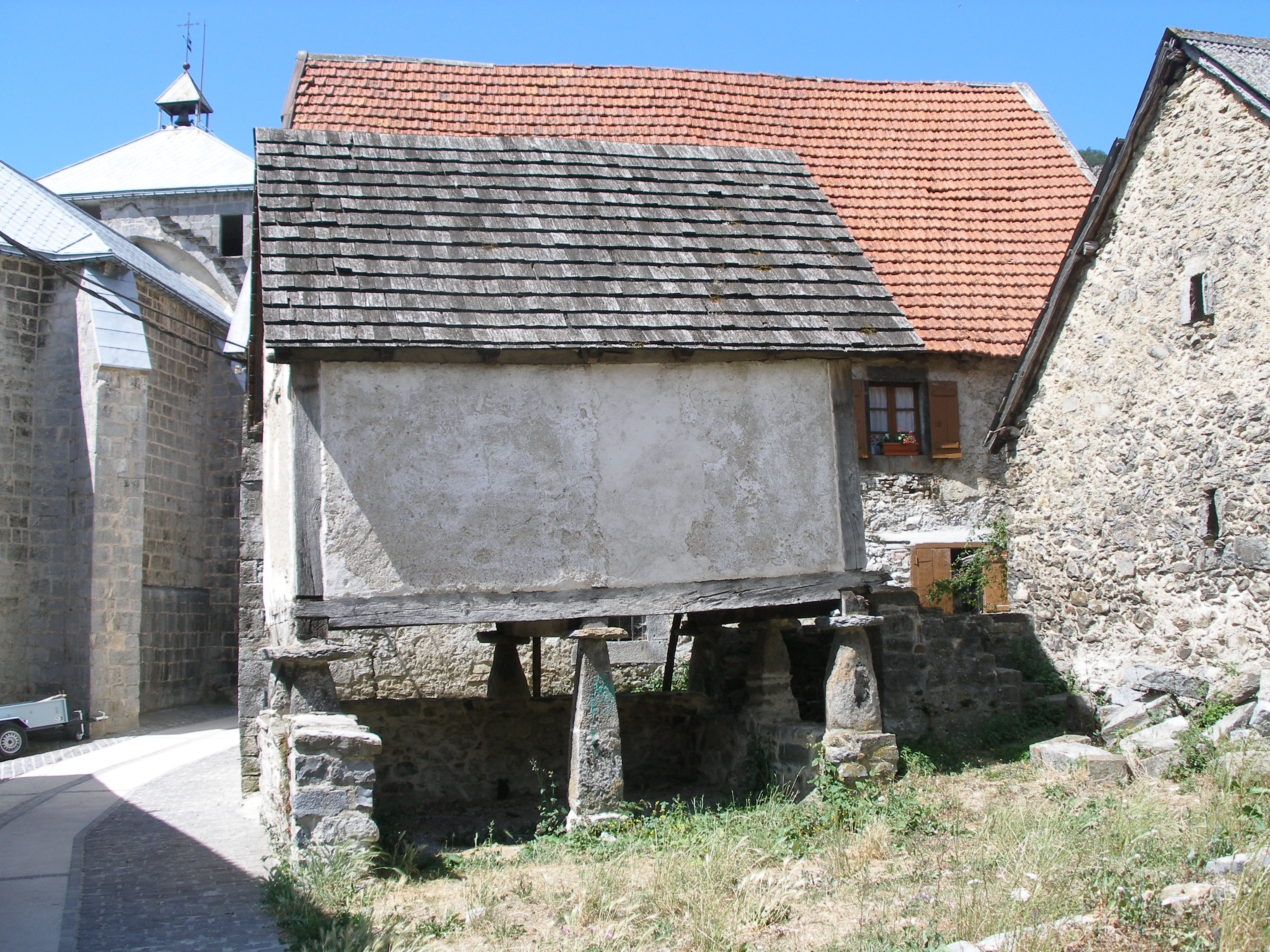
Uno de los hórreos de Orbaiceta
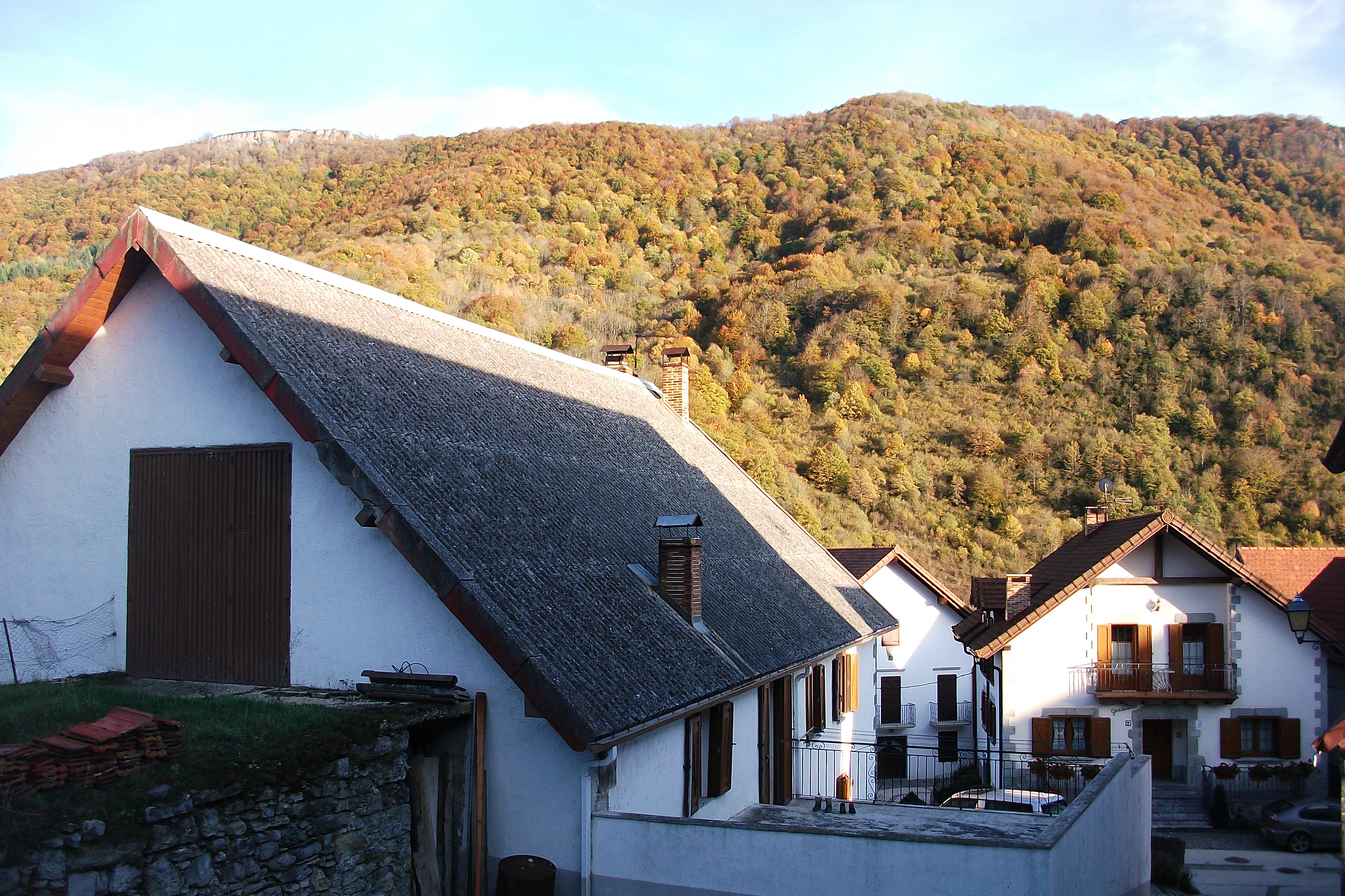
Caserío de Orbaiceta y hayedo al fondo
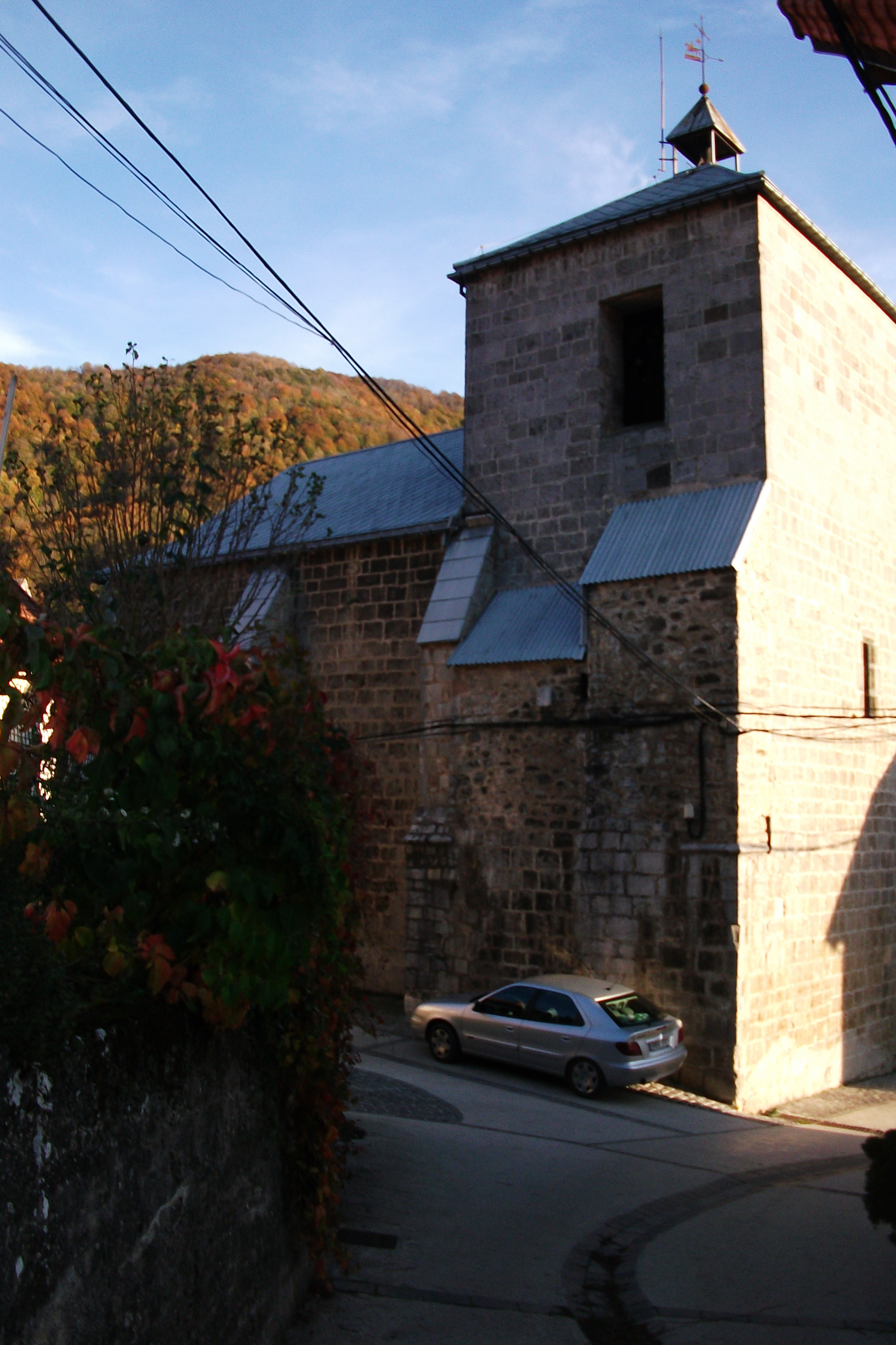
Iglesia de San Pedro de Orbaiceta
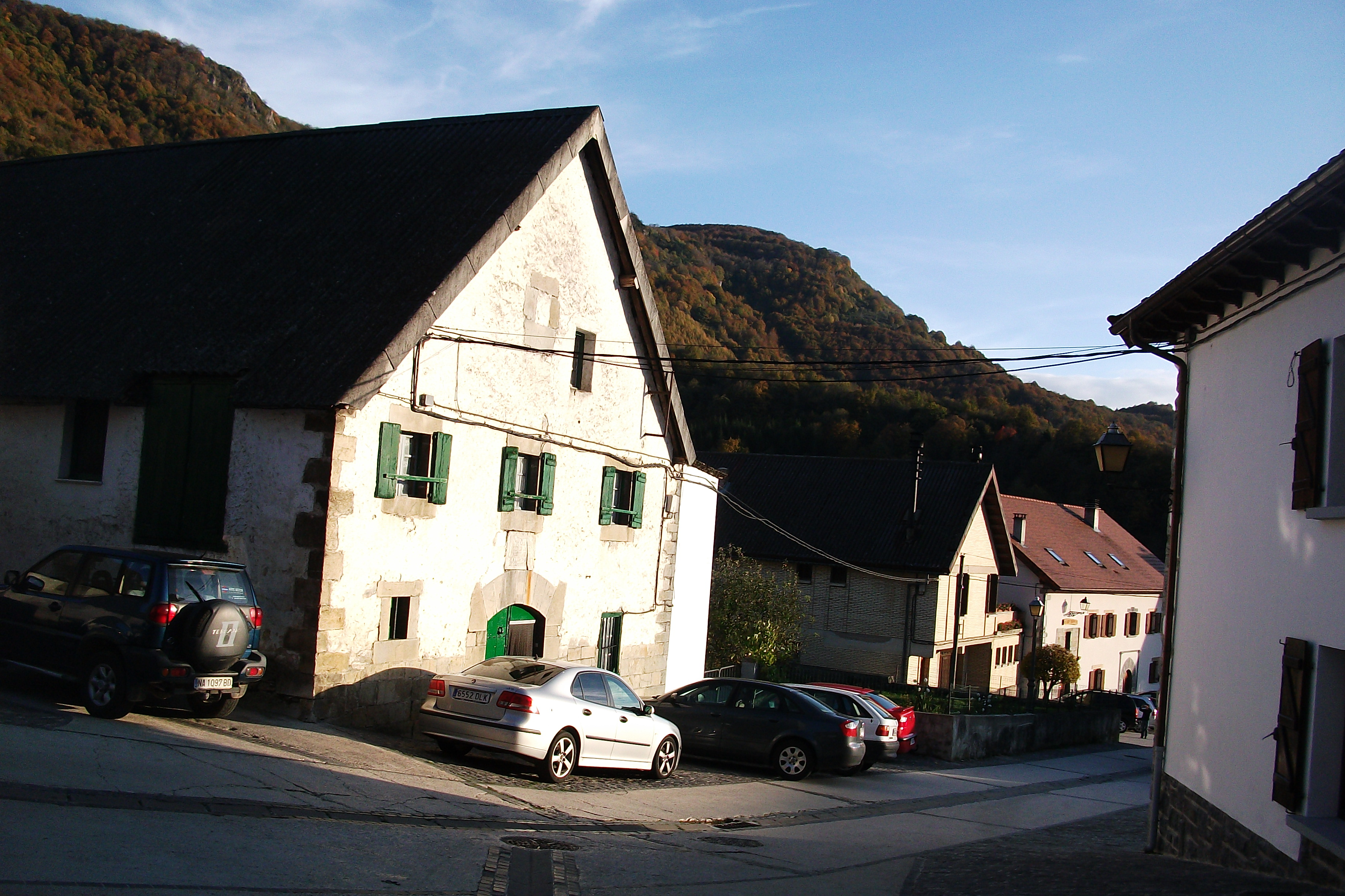
Caserío de Orbaiceta, octubre de 2011
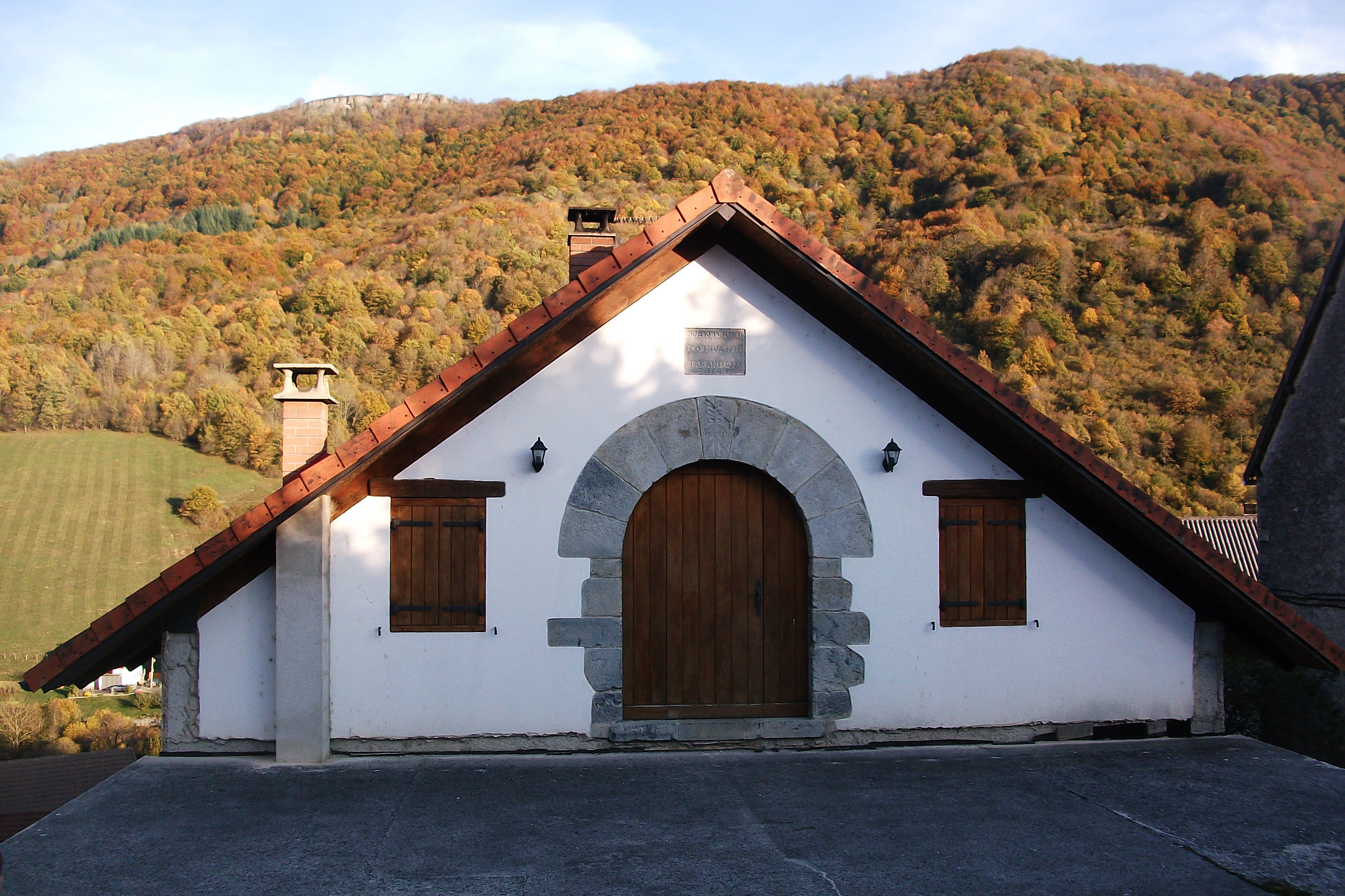
Caserío de Orbaiceta, octubre de 2011